# Neunheilingen
Neunheilingen är en ortsteil i staden Nottertal-Heilinger Höhen i Unstrut-Hainich-Kreis i förbundslandet Thüringen i Tyskland. Neunheilingen var en kommun fram till den 31 december 2019 när den uppgick i Nottertal-Heilinger Höhen. Neunheilingen hade 459 invånare 2019.